# The Hound of the Baskervilles (téléfilm, 1972)
Pour plus de détails, voir Fiche technique et Distribution.
The Hound of the Baskervilles est un téléfilm américain de Barry Crane, diffusé le 12 février 1972 sur ABC.

## Synopsis
Holmes et Watson enquêtent sur les menaces qui pèsent sur l'héritier des Baskerville.

## Fiche technique
- Titre original : The Hound of the Baskervilles
- Réalisation : Barry Crane
- Scénario : Robert E. Thompson, d'après le roman "Le Chien des Baskerville" d'Arthur Conan Doyle
- Direction artistique : Howard E. Johnson
- Décors : Arthur Jeph Parker
- Costumes : Andrea E. Weaver
- Photographie : Harry L. Wolf
- Son : James R. Alexander
- Montage : Bill Mosher
- Production : Stanley Kallis
- Production associée : Arthur Hilton
- Production exécutive : Richard Irving
- Société de production : Universal Television
- Société de distribution : American Broadcasting Company
- Pays d’origine :  États-Unis
- Langue originale : anglais
- Format : couleur (Technicolor) — 35 mm — 1,33:1 — son Mono
- Genre : film policier
- Durée : 74 minutes
- Dates de sortie :  États-Unis : 12 février 1972

## Distribution
- Stewart Granger (VF : Bernard Dhéran) : Sherlock Holmes
- Bernard Fox (VF : Roger Carel) : Docteur Watson
- William Shatner (VF : Emmanuel Jacomy) : George Stapleton
- Anthony Zerbe (VF : Michel Paulin) : Docteur John Mortimer
- Sally Ann Howes (VF : Françoise Cadol) : Laura Frankland
- Jane Merrow : Beryl Stapleton
- Ian Ireland : Sir Henry Baskerville
- John Williams (VF : Serge Lhorca) : Arthur Frankland
- Alan Caillou : Inspecteur Lestrade
- Brendan Dillon : Barrymore
- Arline Anderson : Eliza Barrymore

## Autour du film
- Ce film fait partie d'un ensemble de 3 épisodes pilotes, qui devaient servir de point de départ à une série de téléfilms policiers ayant comme personnages principaux respectivement Sherlock Holmes, Hildegarde Withers (avec Eve Arden) et Nick Carter (avec Robert Conrad). Les pilotes n'ayant pas eu le succès escompté, la série fut abandonnée[1].